# Carrascal de Barregas
Carrascal de Barregas település Spanyolországban, Salamanca tartományban. Carrascal de Barregas Villamayor, Doñinos de Salamanca, Parada de Arriba, Florida de Liébana, Galindo y Perahuy, Rollán, Golpejas, Vega de Tirados, San Pedro del Valle, Zarapicos, El Pino de Tormes, Salamanca, Aldeatejada, Barbadillo, San Pedro de Rozados, Calzada de Don Diego és Matilla de los Caños del Río községekkel határos. Lakosainak száma 1439 fő (2024).

## Népesség
A település népessége az elmúlt években az alábbi módon változott:
| Lakosok száma | 511  | 554  | 694  | 869  | 1038 | 1069 | 1151 | 1206 | 1356 | 1439 |
|               | 2001 | 2004 | 2007 | 2009 | 2012 | 2014 | 2017 | 2019 | 2022 | 2024 |